# México a través de los siglos
México a través de los siglos (« Le Mexique à travers les siècles ») est une encyclopédie qui retrace l'Histoire du Mexique. Elle a été publiée en 1884 par les maisons d'édition Espasa y Compañía (en Espagne) et J. Ballescá y Compañía (au Mexique).

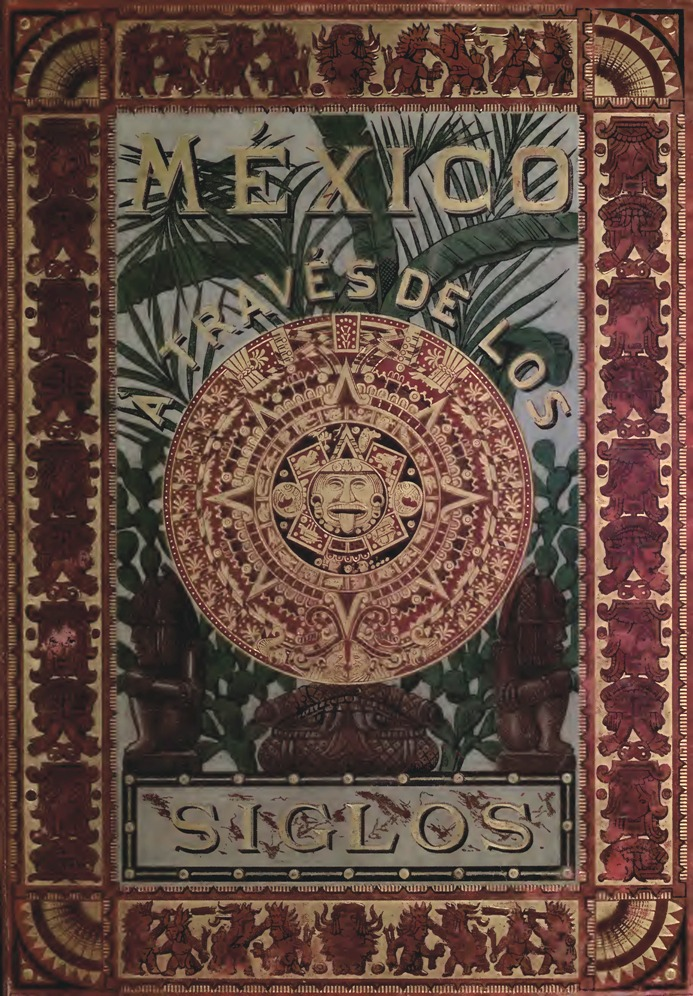
Couverture de l'édition de 1890

Selon la publicité faite au moment de sa première publication, il s'agissait de retracer l'« Histoire générale et complète du développement social, politique, religieux, militaire, artistique, scientifique et littéraire du Mexique, depuis l'antiquité la plus éloignée jusqu'à l'époque actuelle », et elle est présentée comme une « œuvre unique en son genre ».

## Histoire
Ce projet prend naissance en 1882 chez les éditeurs José Ballescá et Santiago Ballescá, qui confient la direction éditoriale au général Vicente Riva Palacio. Sous sa supervision, des historiens tels qu'Alfredo Chavero, Juan de Dios Arias, Enrique de Olavarría y Ferrari, José María Vigil et Julio Zárate participent à sa rédaction ; le général Riva Palacio rédige, lui, le Tome II consacré à la colonisation du pays. L’œuvre est divisée en 5 tomes :
- Tome I : Historia antigua y de la conquista (desde la antigüedad hasta 1521), par Alfredo Chavero, [lire en ligne]
- Tome II : Historia del virreinato (1521-1807), par Vicente Riva Palacio, [lire en ligne]
- Tome III : La guerra de independencia (1808-1821), par Julio Zárate, [lire en ligne]
- Tome IV : México independiente (1821-1855), par Juan de Dios Arias (qui décède avant la fin de l'écriture) et est remplacé par Enrique de Olavarría y Ferrari, [lire en ligne]
- Tome V : La reforma (1855-1867), par José María Vigil, [lire en ligne]

Par la suite, ce même contenu a été republié en dix tomes (chacun des cinq tomes étant divisé en deux), et sa présentation changea de ton. Cette édition comporte de nombreuses planches illustratives.